# Alexander Macklin
Alexander Hepburne Macklin OBE MC TD (1889 – 21 de Março de 1967) foi um médico britânico. Foi um dos cirurgiões da Expedição Transantártica Imperial, de Ernest Shackleton (1914–1917). Em 1922, juntou-se a Shackleton na sua última aventura, a Expedição Shackleton–Rowett, a bordo do Quest.
Alexander Macklin nasceu em 1889, na Índia, onde o seu pai exercia medicina. Quando a família regressou a Inglaterra, o Dr. Macklin foi exercer a sua profissão nas Ilhas Scilly, onde o jovem Alexander se tornou velejador. Foi para a Escola de Plymouth e, depois, para a Universidade de Londres. Após ter trabalhado como marinheiro por pouco tempo, continuou os seus estudos na Universidade Vitória, de Manchester se formou em Medicina.